# Kurilsk
Kurilsk (russisch Курильск) ist eine Kleinstadt auf den Kurilen in der Oblast Sachalin (Russland) mit 2530 Einwohnern (Stand 1. Oktober 2021).

## Geographie
Die Stadt liegt an der Westküste der größten Kurilen-Insel Iturup, etwa 450 km südöstlich der Oblasthauptstadt Juschno-Sachalinsk, am Ochotskischen Meer.
Die Stadt Kurilsk ist Verwaltungszentrum des gleichnamigen Rajons.
Kurilsk hat einen Flughafen.

## Geschichte
Bereits im 2. Jahrtausend v. Chr. bestand an Stelle des heutigen Kurilsk eine Siedlung der Urbevölkerung der Inseln, der Ainu. Ursprünglicher Name war Schana, was etwa große Siedlung am Unterlauf eines Flusses bedeutet. Gegen Ende des 18. Jahrhunderts entstand eine Siedlung russischer Kolonisten. 1800 errichtete Japan eine Garnison. Im Vertrag von Shimoda wurde die Zugehörigkeit der südlichen Kurilen zu Japan festgeschrieben. So gehörte der Ort als Shana (japanisch 紗那村, -mura) bis zum Ende des Zweiten Weltkriegs 1945 zu Nemuro von Japan. 1947, nun zur Sowjetunion gehörend, erhielt er unter dem heutigen Namen Stadtrecht.

### Bevölkerungsentwicklung
| Jahr | Einwohner |
| ---- | --------- |
| 1959 | 1533      |
| 1970 | 1159      |
| 1979 | 1582      |
| 1989 | 2699      |
| 2002 | 2233      |
| 2010 | 2070      |
| 2021 | 2530      |

Anmerkung: Volkszählungsdaten

## Wirtschaft
Kurilsk ist Zentrum für Fischfang, -zucht und -verarbeitung (Lachse). Daneben gibt es Betriebe der Bauwirtschaft. In Kurilsk gibt es eine seismologische und eine Tsunami-Warnstation.